# Bosseval-et-Briancourt
Bosseval-et-Briancourt és un municipi francès situat al departament de les Ardenes i a la regió del Gran Est. L'any 2007 tenia 426 habitants.

## Demografia

### Població
El 2007 la població de fet de Bosseval-et-Briancourt era de 426 persones. Hi havia 150 famílies de les quals 28 eren unipersonals (12 homes vivint sols i 16 dones vivint soles), 47 parelles sense fills, 71 parelles amb fills i 4 famílies monoparentals amb fills.
La població ha evolucionat segons el següent gràfic:
Habitants censats

### Habitatges
El 2007 hi havia 162 habitatges, 147 eren l'habitatge principal de la família i 15 estaven desocupats. 160 eren cases i 2 eren apartaments. Dels 147 habitatges principals, 131 estaven ocupats pels seus propietaris, 12 estaven llogats i ocupats pels llogaters i 5 estaven cedits a títol gratuït; 6 tenien dues cambres, 12 en tenien tres, 45 en tenien quatre i 84 en tenien cinc o més. 97 habitatges disposaven pel capbaix d'una plaça de pàrquing. A 52 habitatges hi havia un automòbil i a 83 n'hi havia dos o més.

### Piràmide de població
La piràmide de població per edats i sexe el 2009 era:
| Homes | Edats   | Dones |
| ----- | ------- | ----- |
| 0     | 95 o +  | 0     |
| 0     | 90 a 94 | 4     |
| 4     | 85 a 89 | 4     |
| 0     | 80 a 84 | 0     |
| 8     | 75 a 79 | 4     |
| 4     | 70 a 74 | 4     |
| 4     | 65 a 69 | 12    |
| 0     | 60 a 64 | 4     |
| 24    | 55 a 59 | 8     |
| 20    | 50 a 54 | 8     |
| 32    | 45 a 49 | 20    |
| 8     | 40 a 44 | 8     |
| 16    | 35 a 39 | 16    |
| 16    | 30 a 34 | 8     |
| 12    | 25 a 29 | 12    |
| 36    | 20 a 24 | 16    |
| 4     | 15 a 19 | 16    |
| 16    | 10 a 14 | 20    |
| 8     | 5 a 9   | 8     |
| 20    | 0 a 4   | 8     |

## Economia
El 2007 la població en edat de treballar era de 287 persones, 212 eren actives i 75 eren inactives. De les 212 persones actives 194 estaven ocupades (119 homes i 75 dones) i 19 estaven aturades (8 homes i 11 dones). De les 75 persones inactives 20 estaven jubilades, 28 estaven estudiant i 27 estaven classificades com a «altres inactius».

### Ingressos
El 2009 a Bosseval-et-Briancourt hi havia 150 unitats fiscals que integraven 419 persones, la mediana anual d'ingressos fiscals per persona era de 17.601 €.

### Activitats econòmiques
Dels 7 establiments que hi havia el 2007, 5 eren d'empreses de construcció i 2 d'empreses de comerç i reparació d'automòbils.
Dels 5 establiments de servei als particulars que hi havia el 2009, 2 eren fusteries, 2 lampisteries i 1 electricista.
L'únic establiment comercial que hi havia el 2009 era una carnisseria.
L'any 2000 a Bosseval-et-Briancourt hi havia 4 explotacions agrícoles.

## Poblacions més properes
El següent diagrama mostra les poblacions més properes.